# Edcarlos
Edcarlos Conceição Santos (* 10. Mai 1985 in Salvador da Bahia) ist ein ehemaliger brasilianischer Fußballer.

## Karriere

### Vereine
Edcarlos stammt aus der Jugend vom FC São Paulo. 2004 stieß er in den Profikader des Klubs, wo er in den folgenden drei Jahren erfolgreich spielte. Edcarlos gewann mit dem FCSP 2005 neben der Staatsmeisterschaft von São Paulo auch die Copa Libertadores (ohne Finalspieleinsatz) und anschließend die FIFA-Klub-Weltmeisterschaft. In den beiden Spielen um die Klub-WM spielte der Defensivspieler jeweils durch und konnte nach dem 1:0-Erfolg gegen den FC Liverpool am 18. Dezember 2005 erstmals in der Vereinsgeschichte diesen Titel gewinnen. Im Folgejahr sicherte sich die Mannschaft die und dem Campeonato Brasileiro de Futebol. 2007 wagte der Verteidiger den Schritt nach Europa und unterzeichnete beim portugiesischen Klub Benfica Lissabon. Unter Trainer José Antonio Camacho war er Stammspieler und spielte unter anderem noch in der UEFA Champions League sowie im UEFA Cup. Als Fernando Chalana Cheftrainer Benficas wurde, kam Edcarlos nicht mehr zum Einsatz und war oft nur Zuschauer bei den Spielen seines Klub. Um jedoch weitere Spielpraxis zu erhalten, wurde der Außenverteidiger im Sommer 2008 in seine Heimat Brasilien verliehen. Dort unterzeichnete er bei Fluminense FC. Nach anfänglichen Leistungssteigerungen und regelmäßiger Einsatzzeiten im ersten halben Jahr der Ausleihe, kam Edcarlos im Folgehalbjahr zu weniger Spielen und verlor seinen Platz als Stammspieler. Nach seiner Rückkehr zu Benfica, blieb er nur kurz in Portugal, ehe der Vereins-Vorstand ihn an den mexikanischen Klub CD Cruz Azul verlieh. Noch im gleichen Jahr erfolgte ein weiteres Leihgeschäft mit dem brasilianischen Verein Cruzeiro Belo Horizonte.
2011 wurde Edcarlos von Desportivo Brasil übernommen, welcher ihn seinem Geschäftsmodell entsprechend an andere Klubs verlieh. Erst 2014 wurde er wieder fest von einem Klub übernommen. Dieses war der Atlético Mineiro, mit welchem er in dem Jahr noch den Copa do Brasil 2014 gewinnen konnte (drei Spiele, ein Tor). Nachdem Edcarlos den Klub zum Jahresende 2016 verlassen hatte, hatte er bis 2020 noch verschiedene Anstellungen, welche aber nie längerfristig waren.

### Nationalmannschaft
Edcarlos nahm mit der brasilianischen U-20 Nationalmannschaft an der Junioren-Fußballweltmeisterschaft 2005 teil. Dabei spielte er mit später in Europa bekannten Fußballakteuren wie Rafinha und Renan Brito Soares. Mit dem Team rückte der Defensivspieler bis ins Halbfinale, wo man an Argentinien mit 1:2 scheiterten. Im Spiel um Platz 3 gegen Marokko erzielte der Außenverteidiger. Durch den Ausgleich von Fábio Santos Romeu in der 88. Minute und einem weiteren Treffer in der Nachspielzeit von Edcarlos (90.+1) selbst wurde die Partie noch gedreht und mit 2:1 gewonnen.

## Erfolge
São Paulo
- Staatsmeisterschaft von São Paulo: 2005
- Copa Libertadores: 2005
- FIFA-Klub-Weltmeisterschaft: 2005
- Campeonato Brasileiro de Futebol: 2006

Cruzeiro
- Staatsmeisterschaft von Minas Gerais: 2011

Atlético Mineiro
- Copa do Brasil: 2014
- Staatsmeisterschaft von Minas Gerais: 2015